# Chiemsee (kommunfritt område)
Chiemsee är ett kommunfritt område för sjön Chiemsee i Landkreis Traunstein i Regierungsbezirk Oberbayern i förbundslandet Bayern i Tyskland.